# La meua estimada Sunday
La meua estimada Sunday (títol original en anglès, My Gal Sunday) és un telefilm estatunidenc dirigit per Kristoffer Tabori i emès el 25 de gener de 2014 a Hallmark Movie Channel. S'ha doblat al valencià per À Punt.

## Repartiment
- Rachel Blanchard: Sandra O'Brien-Parker
- Cameron Mathison: Henry Parker
- Erica Carroll: Kim
- Elizabeth Higgins Clark: Annie
- Aaron Pearl: el fiscal
- Michael Karl Richards: Ted
- Lara Flynn Boyle: Myriam